# Tour de télévision d'Almaty
La Tour de télévision d'Almaty  est une tour de télévision métallique située à  Almaty, Kazakhstan.

## Architecture
La tour construite entre 1975 et 1983 mesure 371,5 m de hauteur.
Elle est située au sommet du Kok Tobe au sud-est d'Almaty.
À la différence des tours de télévision similaires, elle possède une structure tubulaire métallique afin de pouvoir résister aux secousses sismiques.
C'est la plus haute structure tubulaire métallique au monde,,.
La tour est conçue par les architectes Terziev, Savchenko, Akimov et Ostroumov. 
Comme Almaty est dans une zone sujette aux séismes, la tour est conçue pour résister aux séismes de magnitude 10 sur l'échelle de Richter,,.